# Chen Fushou
Chen Fushou (chinesisch 陈福寿, * 10. Januar 1932; † 31. Januar 2020) war ein chinesischer Badmintonspieler, -trainer und -funktionär.

## Karriere
Chen Fushou wurde 1957 nationaler Meister im Herreneinzel. Ein Jahr später siegte er sowohl im Herrendoppel als auch im Mixed. 1963 startete er seine Trainerlaufbahn auf regionaler Ebene, um später bis zum Nationaltrainer aufzusteigen. In seiner weiteren Karriere wurde er unter anderem Vizepräsident des chinesischen Badmintonverbandes.